# کارباستی (بتلیس)
کارباستی (به ترکی استانبولی: Karbastı) یک منطقهٔ مسکونی در ترکیه است که در بیتلیس واقع شده‌است. کارباستی ۱۲۴ نفر جمعیت دارد.